# Калєкція
Калєкція — український рок-гурт.

## Історія
Гурт було започатковано в 1989 році у Харкові Генадієм М'ясоєдовим — беззмінним лідером гурту, автором музики та багатьох текстів. Назва гурту походить від слова «кал». З самого початку існування гурт мав виключно україномовний репертуар власного авторства. У 1996 році до гурту приєднується Сергій Жадан. Після знайомства з ним «Калєкція» почала виконувати пісні і на його вірші, що додало гурту міського пафосу (так званий «фабричний фольклор»). Завдяки учасниці гурту Тані Доній «Калєкція» випустила перші два своїх диски: в 2001 році «Відчуття присутності» і в 2002 році разом з Олесем Донієм «Молода Україна forever».
Гурт Калєкція взяв участь у записі альбому-компіляції Хор монгольських міліціонерів, для якого різні виконавці записали пісні на вірші Сергія Жадана. Альбом вийшов у 2007 році.

## Склад гурту
- Генадій (Ґєнко) М'ясоєдов (нар. 1966)  — гітара, вокал
- Олександр Шпилька — бас-гітара
- Петро Троць — барабани
- Олег Савка — саксофон
- Іван Любиш-Кірдей — баян

## Колишні учасники
- Сергій Балалаєв (Етзегейтс, Гейтс, Лєрмонтов, Бамбалача) — барабани
- Ярослав (Ярко) Рудницький — бас-гітара, барабани
- Олексій (Lexx) Єськов — баян
- Сергій Жихарєв ( Жиба) - бас-гітара

## Дискографія
- «Відчуття присутності» (2001)
- «Молода Україна forever» (2002)